# Robert Kerr, I marchese di Lothian
Robert Kerr, I marchese di Lothian (Newbattle, 8 marzo 1636 – 15 febbraio 1703), è stato un nobile e politico scozzese.

## Biografia
Era il figlio maggiore di William Kerr, III conte di Lothian, e di sua moglie, Lady Anne Kerr. Ha lasciato la Scozia ed studiò a Leida, Saumur e a Angers (1651-1657).

### Carriera
Nel 1673, fu volontario nella Guerra Olandese. Successe al padre nel 1675. Giurò per il Privy Council nel mese di gennaio 1686, è stato rimosso da Giacomo II nel mese di settembre. Egli sostenne la Gloriosa Rivoluzione e si sedette sulla convenzione del Stati di Scozia. Venne nominato nominato Lord Justice generale della Scozia nel 1689, ricoprendo l'incarico fino alla sua morte, ed è stato nuovamente nominato consulente privato di Guglielmo III nel 1690. Nello stesso anno, successe allo zio Charles come conte di Ancram.
Egli è stato creato marchese di Lothian il 23 giugno 1701.

### Matrimonio
Sposò, nel gennaio 1660/61, Lady Jean Campbell (?-31 luglio 1712), figlia di Archibald Campbell, I marchese di Argyll. Ebbero dieci figli:
- William Kerr, II marchese di Lothian (1661-1722);
- Lord Charles Kerr (?-1735), sposò Janet Murray, ebbero due figli;
- Lady Margaret Kerr (1670);
- Lord Jean Kerr (1671);
- Lord John Kerr (1673 – 8 settembre 1735);
- Lady Mary Kerr (1674 –22 gennaio 1736), sposò James Douglas, II marchese di Douglas, ebbero tre figli;
- Lord Mark Kerr (1676-1752);
- Lady Margaret Kerr (1678);
- Lord James Kerr (1679);
- Lady Annabella Kerr (1682).

### Morte
Morì il 15 febbraio 1703.